# Monti Mitumba
I Monti Mitumba sono una catena vulcanica dell'Africa centro meridionale, posta a sud della Rift Valley che si estende per circa 1.500 km.

## Geografia
Si innalzano ad occidente del Lago Tanganica e costituiscono la frontiera naturale tra la Repubblica Democratica del Congo, il Burundi e il Ruanda. Tale catena montuosa è divisa in due parti dal fiume Lukuga: le cime della sezione meridionale non superano i 1.900 metri, mentre quelle della sezione settentrionale arrivano ad oltre 3.000 metri. Da questa catena montuosa nasce il fiume Lualaba, che diviene poi il fiume Congo.
Le due principali vette, il Monte Kahuzi (3.308 metri) e il Monte Biéga sono due vulcani spenti. I monti Mitumba sono ricchi di giacimenti minerari, tra cui oro, stagno, uranio, argento, zinco e rame.